# Wimmie Bouma
Wimmie Bouma (Zwolle, 10 juli 1979) is een Nederlandse volkszanger. Als artiestennaam gebruikt hij afwisselend zijn voornaam en volledige naam.
Bouma verwierf voornamelijk bekendheid met zijn nummer De ring die jij draagt, dat voor het eerst werd uitgebracht in 2009. Het gelijknamige album, dat uitkwam in 2013, behaalde de vijftiende plek in de Album Top 100. Voor De ring die jij draagt ontving hij in 2015 een gouden award.
In 2011 was Bouma voor het eerst aanwezig op het Mega Piraten Festijn. Bouma's derde album, Het leven is mooi geheten, bereikte in 2014 de negenentwintigste plek in de Album Top 100. Tijdens de boerenprotesten tegen het stikstofbeleid in 2022 bracht Bouma, als onderdeel van duo Wimmie & Ekkel, het protestlied Kom niet aan de boeren uit.

## Discografie

### Albums
| Album met eventuele hitnotering(en) in de Nederlandse Album Top 100 | Datum van verschijnen | Datum van binnenkomst | Hoogste positie | Aantal weken | Opmerkingen |
| ------------------------------------------------------------------- | --------------------- | --------------------- | --------------- | ------------ | ----------- |
| De Verleiding                                                       | 2009                  | -                     | -               | -            |             |
| De ring die jij draagt                                              | 2013                  | 08-06-2013            | 15              | 10           |             |
| Het leven is mooi                                                   | 2014                  | 22-11-2014            | 29              | 2            |             |